# Amazonides koffoleense
Amazonides koffoleense är en fjärilsart som beskrevs av François Louis Nompar de Caumont de Laporte 1977. Amazonides koffoleense ingår i släktet Amazonides och familjen nattflyn. Inga underarter finns listade i Catalogue of Life.